# Cantone di Remire-Montjoly
Il cantone di Remire-Montjoly è una divisione amministrativa dell'arrondissement di Caienna, nel dipartimento d'oltremare della Guyana.
È formato dal solo comune di Remire-Montjoly.